# Nonano
Nonano é o alcano saturado linear com nove carbonos. O nome nonano pode se referir ao composto linear, como também a um dos seus isômeros ramificados.
Ao contrário dos demais compostos orgânicos com cinco ou mais carbonos, cujo nome deriva da palavra grega para o número correspondente (ex: pentano, com cinco carbonos; ácido octacosanoico, com vinte e oito carbonos; etc), compostos com nove carbonos derivam seu nome do ordinal latino (nonus, nona-) e não do grego (ἐννέα, ennea-).

## Isômeros
Existem 35 isômeros de posição do nonano, vários deles oticamente ativos, perfazendo um total de 55 isômeros óticos  (sequências A000602 e A000628 na On-Line Encyclopedia of Integer Sequences). Os isômeros são: [carece de fontes?]
1. n-Nonano
2. 2-Metiloctano
3. 3-Metiloctano
4. 4-Metiloctano
5. 2,2-Dimetil-heptano
6. 2,3-Dimetil-heptano
7. 2,4-Dimetil-heptano
8. 2,5-Dimetil-heptano
9. 2,6-Dimetil-heptano
10. 3,3-Dimetil-heptano
11. 3,4-Dimetil-heptano
12. 3,5-Dimetil-heptano
13. 4,4-Dimetil-heptano
14. 3-Etil-heptano
15. 4-Etil-heptano
16. 2,2,3-Trimetil-hexano
17. 2,2,4-Trimetil-hexano
18. 2,2,5-Trimetil-hexano
19. 2,3,3-Trimetil-hexano
20. 2,3,4-Trimetil-hexano
21. 2,3,5-Trimetil-hexano
22. 2,4,4-Trimetil-hexano
23. 3,3,4-Trimetil-hexano
24. 2-Metil-3-etil-hexano
25. 2-Metil-4-etil-hexano
26. 3-Metil-3-etil-hexano
27. 3-Metil-4-etil-hexano
28. 2,2,3,3-Tetrametilpentano
29. 2,2,3,4-Tetrametilpentano
30. 2,2,4,4-Tetrametilpentano
31. 2,3,3,4-Tetrametilpentano
32. 2,2-Dimetil-3-etilpentano
33. 2,3-Dimetil-3-etilpentano
34. 2,4-Dimetil-3-etilpentano
35. 3,3-Dietilpentano